# Clyde F.C.
Clyde Football Club – szkocki klub piłkarski z siedzibą w Cumbernauld, grający obecnie w Scottish League Two. Klub powstał w 1877 roku, po początkowym odmówieniu udziału w roku 1890 w nowo powstałej Scottish Football League w 1891 zespół przyłączył się do rozgrywek. Przez ponad osiemdziesiąt uczestniczył w najwyższej klasie rozgrywkowej aż do 1975 roku kiedy to spadł po reorganizacji rozgrywek do Scottish Football League First Division. Od tej pory zespołowi nigdy nie udało się powrócić do najwyższej klasy rozgrywkowej.
Zespół nigdy nie zdobył tytułu mistrzowskiego, najlepszymi wynikami w lidze było zdobycie trzeciego miejsca i brązowego medalu mistrzostw Szkocji w latach 1909, 1912 oraz 1967. W 1909 zakończyli rozgrywki z trzypunktową stratą do mistrza rozgrywek drużyny – Celticu Sześciokrotnie awansowali do finałowego spotkania o Puchar Szkocji. W latach 1939, 1955 oraz 1958 sięgnęli po to trofeum, zaś zostali pokonani w latach 1910, 1912 oraz 1949.
W sezonie 2006/2007 zespół dotarł do finałowego spotkania rozgrywek Scottish Challenge Cup, w finale przegrywając z Ross County F.C. po serii rzutów karnych.
W zespole mecze rozgrywało kilkunastu zawodników, którzy uczestniczyli w spotkaniach międzynarodowych w trzech reprezentacjach: Szkocji, Irlandii oraz Irlandii Północnej. Najwięcej takich spotkań rozegrał Tommy Ring, który w latach 50. XX wieku w reprezentacji Szkocji rozegrał 12 spotkań. Ring oraz Archie Robertson są jedynymi zawodnikami klubu którzy zdobyli dwie bramki w meczach międzynarodowych.
Klub wydaje własny program meczowy pod nazwą The Clyde View. Od sezonu 1995/1996 do 2006/2007 oraz ponownie w sezonie 2008/2009 prasa ta zdobyła nagrodę Szkockiego Programu Roku. Program ten zdobył również nagrodę najlepszego programu wśród drużyn uczestniczących w rozgrywkach od First do Third Division latach od 1991/1992 do 2011/2012. W sezonie 2011/2012 zdobył nagrodę dla najlepszego designu programu meczowego w wyżej wymienionych rozgrywkach.

## Sukcesy

Wykres pozycji Clyde FC w lidze

- Zdobywca Puchar Szkocji: 1939, 1955, 1958
- Finalista Pucharu Szkocji: 1910, 1912, 1949
- Brązowy medal mistrzostw Szkocji: 1909, 1912, 1967
- Finalista Scottish Challenge Cup: 2007